# Pierino Gelmini
Pietro Gelmini noto come Pierino Gelmini (Pozzuolo Martesana, 20 gennaio 1925 – Amelia, 12 agosto 2014) è stato un presbitero italiano, fondatore della Comunità incontro. Era stato dimesso dallo stato clericale nel 2008 su sua richiesta.

## Biografia
Fratello di un altro ecclesiastico, il francescano Padre Eligio, con il quale fu implicato in vicende giudiziarie, fondatore dell'istituto Mondo X che si occupa del recupero di tossicodipendenti. Fu ordinato prete nel 1949. Nel 1956 divenne parroco della chiesa di San Giuseppe a Bagno di Gavorrano (GR).
Nel 1963 iniziò un'attività rivolta all'accoglienza di ragazzi indigenti, secondo sue dichiarazioni dopo aver incontrato a Roma un ragazzo di strada, Alfredo Nunzi, che gli chiese di prendersi cura di lui. Da viale Vaticano, nel 1969, si trasferì in una villa all'Infernetto, vicino a Casal Palocco (RM).
Nel 1976, dopo un periodo trascorso in Maremma, venne di nuovo arrestato, questa volta insieme al fratello, con l'accusa di corruzione e importazione clandestina di latte e di burro destinati all'Africa. Dalla vicenda venne poi scagionato e ritornò a vivere nella villa all'Infernetto. Mise quindi progressivamente a punto uno stile di vita e delle regole che costituirono l'ossatura e un'iniziale struttura organizzativa della Comunità Incontro. Si passava, così, dalla semplice attenzione al singolo all'elaborazione di un programma comunitario.
Nel 1979 si trasferì in Umbria, ad Amelia, in un rudere ottenuto dal Comune in concessione quarantennale, che venne ristrutturato per diventare sede di una comunità nota come "Centro di Mulino Silla". Seguiranno altri centri; vennero fondate circa 200 comunità, presenti in tutte le regioni d'Italia e all'estero (Spagna, Thailandia, Canada, Bolivia, Costa Rica, Francia, Svizzera, Slovenia, Brasile, Stati Uniti).
Per circa vent'anni Gelmini è stato esarca mitrato della Chiesa cattolica greco-melchita. Nel 1992 venne denunciato dal Comune di Amelia retto dal sindaco Luciano Lama per abuso edilizio. Anche per questo nel 1994 Gelmini si candidò, invano, sindaco di Amelia contro Lama. Nel 1997 subì una beffa da parte del fantomatico autore Luther Blissett con la diffusione della falsa notizia del suo arresto, che però anticipò di dieci anni i guai giudiziari che incontrerà realmente in seguito.
Politicamente vicino al centrodestra, il 4 marzo 2000 partecipò alla presentazione del manifesto di Alleanza Nazionale Valori e idee senza compromessi come testimonial della lotta alla droga, ma imbarazzò il leader Gianfranco Fini quando dichiarò che «...i musulmani tra poco in Italia saranno il 10-15% della popolazione e metteranno a rischio la purezza dei nostri valori. Un tempo venivano per predare le nostre città, oggi hanno una parola d'ordine: sposare le donne cattoliche per convertirle all'Islam. Bisogna bloccare questo germe».
Il 28 gennaio 2001  celebrò la messa di commemorazione nel primo anniversario dalla scomparsa di Bettino Craxi. Nel 2005 il compleanno per gli 80 anni del sacerdote fu l'occasione per una grande festa che coinvolse non solo personalità dello spettacolo come Gigi D'Alessio, Amedeo Minghi e Mogol, ma anche del mondo della politica, come il presidente del Consiglio Silvio Berlusconi, che gli donò un assegno di 5 milioni di euro. Il ministro Maurizio Gasparri era il presidente del comitato organizzatore dei festeggiamenti, lo stesso che pochi mesi dopo propose di realizzare una miniserie in due puntate da 100 minuti sul sacerdote di Amelia, suscitando qualche polemica.
Gelmini ricambiò l'affetto del premier inaugurando alla fine del 2005 l'Istituto scolastico e professionale Silvio Berlusconi vicino a Bangkok. Nel febbraio 2006 fu tra i 120 firmatari del manifesto di Marcello Pera «a difesa dell'Occidente».
Dimesso su sua richiesta dallo stato clericale nel 2008 per meglio difendersi da accuse di presunti abusi sessuali, il 6 gennaio 2011 venne ricoverato al reparto di terapia intensiva dell'ospedale di Terni in «condizioni molto serie». In seguito alla malattia, morì il 12 agosto 2014 ad Amelia (TR) all'età di 89 anni. I funerali sono stati celebrati il 14 agosto 2014 nella cappella di San Pietro Apostolo presso la Comunità Incontro di Molino Silla dal Vescovo di Terni-Narni-Amelia Giuseppe Piemontese. È stato sepolto nel cimitero di Amelia.
Alla vicenda Gelmini si è ispirato, nel 2004, il romanzo di Marco Salvia Mara come me, edito da Stampa Alternativa.

## Procedimenti giudiziari

### La condanna per truffa
Nel 1971 Gelmini subì una condanna penale per emissione di assegni a vuoto, truffa e bancarotta fraudolenta: venne condannato a 4 anni di reclusione, pena interamente scontata. Nell'occasione, la Chiesa non prese alcuna decisione restrittiva a carico della sua condizione sacerdotale.

### L'indagine per corruzione e truffa
Nel 1976 venne arrestato e incarcerato insieme al fratello per tangenti legate all’importazione clandestina di latte e di burro destinati all’Africa. Da questa inchiesta finì assolto.

### Le accuse di abusi sessuali e le indagini
Nell'agosto 2007 Gelmini venne sottoposto a indagini dalla Procura di Terni per presunti abusi sessuali su alcuni ospiti della sua comunità, alcuni dei quali minori di età, avvenuti tra il 1999 ed il 2004.
Per meglio difendersi dalle accuse, Gelmini chiese e ottenne il 29 febbraio 2008 di essere dimesso dallo stato clericale.
A gennaio 2008 Gelmini si recò all'estero per sottoporsi a cure mediche sino al marzo successivo, quando rientrò in Italia.
Nello stesso mese la Procura chiese per Gelmini il rinvio a giudizio, che fu accordato dal gup il 18 giugno 2010. Il processo ha subito vari rinvii a causa delle condizioni di salute di Gelmini, sinché, con la morte di questi il 12 agosto 2014, l'eventuale reato si è estinto.

## Opere
- Proposta di vita. La Comunità Incontro. Genesi, storia, sviluppo, Cinisello Balsamo, Paoline, 1992. ISBN 88-215-2529-5.
- Don Gelmini incontra la musica italiana a Rock Cafè, Cinisello Balsamo, Paoline, 1993. ISBN 88-215-2663-1.
- Fiori di mare. Pensieri, Cinisello Balsamo, San Paolo, 1999. ISBN 88-215-3954-7.
- Cristoterapia. Dialogo di vita. Fonte di speranza, con Alessandro Meluzzi, Roma, Edizioni ODC, 2008. ISBN 978-88-7229-383-6.

## Onorificenze
Dal sito ufficiale della "Comunità l'Incontro" si evincono le seguenti ulteriori altre Onorificenze:
- Italia - Maggiore Garibaldino e Primo Cappellano della Legione Garibaldina, (21 ottobre 1974), (attualmente la "Legione Garibaldina" dovrebbe essere l'"Associazione Co.S.Int. - Corpi Sanitari Internazionali / C.R.G. - Croce Rossa Garibaldina / F.I.V. - Forze Internazionali Volontarie di Soccorso e di Pace ONLUS"[senza fonte]);
- Stati Uniti - Gran Commendatore dell'"Order of George Washington", (New York - 25 novembre 1981);
- Andorra - Commendatore dell'"Orde del Mèrit" del Principato di Andorra, (24 dicembre 1986);
- Esarca Mitrato del Patriarcato Cattolico Greco-Melchita di Antiochia e di Tutto l'Oriente, di Alessandria e di Gerusalemme della Chiesa cattolica greco-melchita, (1988);
- Italia - Premio Internazionale "Marcello Candia - Una vita per gli altri", (1985);
- Italia - Premio "Albero d'Oro", (Roma, Campidoglio - 15 dicembre 1990);
- Svizzera - Premio "Albert Schweitzer" Archiviato il 28 giugno 2008 in Internet Archive., della "Fondation Johann Wolfgang von Goethe-Stiftung", (Basilea, Strasburgo - 10 giugno 1992), (Fondazione legata al nazista Alfred Toepfer, "Membro Benefattore delle SS" / "Foerderer der SS" ed alla sua Fondation "Alfred Toepfer-Stiftung FVS");
- Italia - Laurea honoris causa in Pedagogia dell'Università del Salento|Università degli Studi di Lecce, (17 ottobre 1995);
- Brasile - Diploma del Governo del Distretto Federale di Brasilia, (17 dicembre 1996);
- Bolivia - Decorazione "Bandera de Oro", del Senato Nazionale della Repubblica di Bolivia, (21 ottobre 1998);
- Città del Vaticano - Distinzione "Servitor Pacis" della "Path to Peace Foundation", che sostiene la Missione permanente della Santa Sede all'ONU, (New York, 15 giugno 1999);
- Bolivia - Decorazione "Andrés Ibañez" del Dipartimento di Santa Cruz (Bolivia);
- Bolivia - Medaglia al Merito per Servizi Umanitari, del Governo Municipale di Santa Cruz de la Sierra (Bolivia);
- Cavaliere dell'Ordine Equestre della Santa Croce di Gerusalemme, (29 giugno 1969);
- Cavaliere di Gran Croce del Reale Ordine Cavalleresco Militare di San Casimiro, (29 giugno 1980).